# Lara Martelli
Lara Martelli (Roma, 1º luglio 1977) è una cantautrice italiana.

## Biografia
Nata a Roma e di origini italo-finlandesi, Lara inizia a studiare danza e canto gospel all'età di 10 anni, per poi scoprire il rock all'età di 14 anni. A 16 anni ottiene il primo contratto discografico e parte per il suo primo tour.
Nel 1996 ha preso parte alla trasmissione di Canale 5 La febbre del venerdì sera, mentre nel giugno del 1997 esce il suo Lara I, con il quale vince la categoria emergenti di Sanremo Rock.
Nell'estate 1998 diventa veejay dell'emittente Videomusic dove conduce Colorage, un programma che si occupa della scena punk, indie, metal e grunge.
Nel 1999 recita nel film Terra bruciata, nella cui colonna sonora vengono inserite anche due sue tracce.
Dopo anni di attività live, nell'inverno Lara realizza il primo singolo-video Non è, seguito dall'album Orchidea porpora, registrato nel Southern Track di Atlanta. Nel 2001 partecipa a Chicago al tributo a Jeff Buckley. Il suo ultimo album solista Cerridwen è uscito nel 2007, ma nel 2015 ha pubblicato un album sotto nome Brónsón, dal titolo Qui nel baratro tutto bene, insieme alla band formata da Pierfrancesco Aliotta e Vieri Baiocchi, al quale si è aggiunto Giorgio Maria Condemi come chitarrista. Dal 2009, con la pubblicazione del singolo inedito My choice, che diventa la sigla della serie TV La scelta di Laura, inizia la sua proficua collaborazione con Andrea Farri, realizzando canzoni per cinema e televisione, e proprio per uno dei due brani scritti con Farri, Seventeen, per la colonna sonora del film Veloce come il vento di Matteo Rovere, interpretata da Matilda de Angelis, viene candidata nel 2017 al David di Donatello nella categoria migliore canzone originale.
Ha fondato un progetto elettronico dal nome "Didn't like disco" insieme Folco Peroni ed Alessandro Angiolillo, artisti romani di musica elettronica.

## Discografia

### Album in studio
- 1997 - Lara I
- 2002 - Orchidea porpora
- 2007 - Cerridwen
- 2015 - Qui nel baratro tutto bene

### Singoli
- 2009 - My choice